# Tonalité d'occupation
Pour les articles homonymes, voir Busy signal (homonymie).
En télécommunications, la tonalité d'occupation (aussi appelé signal de ligne occupée ; en anglais, busy tone, busy signal ou engaged tone) est un signal audible ou visible indiquant à l'appelant qu'un appel téléphonique ne peut être établi parce que l'équipement de la personne appelée est occupé.
De nos jours, on entend moins souvent la tonalité d'occupation en raison de la prévalence de l'appel en attente et de la messagerie vocale.

## Caractéristiques de la tonalité d'occupation
Les tonalités d'occupation diffèrent selon les pays. Dans la plupart des cas, il s'agit d'une tonalité avec des périodes égales de son et de silence et une fréquence de 60 et 120 cycles par minute.
En Amérique du Nord, la tonalité d'occupation est définie par le plan de tonalités précises. Selon ce plan, la tonalité d'occupation utilise des fréquences de 480 et 620 Hz à un niveau de -24 dBm et une cadence d'une demi-seconde de tonalité et une demi-seconde de silence. Avant l’adoption de ce plan, la tonalité d’occupation était généralement identique à la tonalité de manœuvre.
Au Royaume-Uni, la tonalité d'occupation est un son de 400 Hz avec une cadence de 0,375 seconde de son et de 0,375 seconde de silence. Cette tonalité a été adoptée entre le milieu et la fin des années 1960 et a remplacé l'ancienne tonalité d'occupation, qui utilisait le même signal de 400 Hz, mais avec une cadence de 0,75 seconde de son et de 0,75 seconde de silence.
En France la tonalité d'occupation est un son de 440 Hz avec une cadence de 0,5 seconde de son et de 0,5 seconde de silence.

## Tonalité d'occupation rapide
La tonalité d'occupation rapide est semblable à la tonalité d'occupation, mais à une cadence plus rapide. La tonalité d'occupation rapide indique généralement que le réseau téléphonique entre l'appelant et l'appelé est congestionné.

## Labeep-beep lineoujam line
Aux États-Unis, du début des années 1960 au début des années 1980, la tonalité d'occupation était parfois utilisée comme une forme précoce de média social appelée la beep-beep line ou jam line.
En raison d'une faille dans le matériel de commutation téléphonique, plusieurs personnes qui appelaient en même temps au même numéro recevaient la tonalité d'occupation, mais pouvaient aussi communiquer ensemble, ce qui créait une véritable cacophonie, car on entendait la voix de tous les participants en plus de la tonalité d'occupation. Les adolescents étaient particulièrement friands de ce jeu et ils se concertaient pour appeler au même numéro (souvent le numéro d'une station radiophonique invitant les auditeurs à les appeler) générant ainsi un signal d'occupation permanent. Les adolescents profitaient de cette situation pour discuter de façon anonyme, pour échanger des numéros de téléphone ou pour se donner rendez-vous.